# 美國南部
美國南部（英語：Southern United States，或 ）也經常被簡稱為美南、迪克西、或直接稱為南部，構成了美國南部至東南部的一片廣大地區。這個地區帶有相當特殊的文化和歷史背景，包括了早期歐洲殖民時期留下的痕跡、對於州權原則的堅持、早期的奴隸制度以及在聯盟國分離時於美國內戰中受到的衝擊，該地發展出了與美國其他地區相異的獨特文學、音樂、料理等文化傳統。

## 地理

### 统计定义
依據美國人口調查局的定義，美國南部包括了16個州（2020總計有126,266,107人口），並且可以再細分為三個小區域：
- 南大西洋地区：佛羅里達州、喬治亞州、北卡羅來納州、南卡羅來納州、維吉尼亞州、西維吉尼亞州、馬里蘭州和特拉华州共8州。
- 中央東南地区：阿拉巴馬州、肯塔基州、密西西比州和田納西州共4州。
- 中央西南地区：阿肯色州、路易斯安那州、奧克拉荷馬州和德克薩斯州共4州。

### 其他范围
其他的區分方式包括：

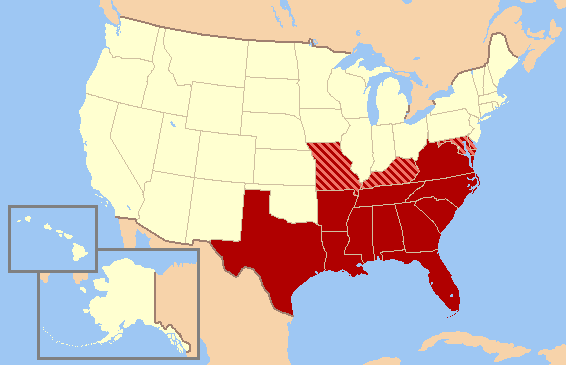
紅色代表內戰中曾加入聯盟國的州分，並且長期以來在習慣上和傳統上也一直被視為是「南部」，有時候這些州分又被統一稱為「迪克西」。加上斜線條紋的則是那些屬於「邊緣」的州分，這些州分並不一定會被所有人視為屬於南部，尤其因為她們在內戰期間並沒有加入聯盟國。（這張圖表描繪歷史上最初的南部，也因此並不包括後來獨立建州的西維吉尼亞州）

- 老南部：通常是指最早的南方殖民地州：特拉华州、喬治亞州、馬里蘭州、北卡羅來納州、南卡羅來納州和維吉尼亞州[4]
- 新南部：通常包括了南大西洋州分。
- 南方基地：指從1877年至1964年間由美國民主黨牢牢掌控的地區，包括了至少所有11個前聯盟國州分。
- 南阿帕拉契山區：橫跨肯塔基州、田納西州、北卡羅來納州西部、西維吉尼亞州的坎伯蘭高原，以及位於維吉尼亞州和喬治亞州東北部的雪倫多亞河谷。
- 美國東南部：通常包括了南北卡羅來納州、維吉尼亞州、田納西州、喬治亞州、阿拉巴馬州、密西西比州和佛羅里達州。
- 深南部：有許多不同的定義。
- 南部海灣：有許多不同的定義，通常包括了佛羅里達州、路易斯安那州、密西西比州、德克薩斯州和阿拉巴馬州的海岸地區。
- 上南方：肯塔基州、維吉尼亞州、西維吉尼亞州、田納西州、北卡羅來納州。 Archive.today的存檔，存档日期2007-10-13
- 迪克西：有許多不同的定義，但通常是用以稱呼11個前聯盟國州分。
- 中南部：也被稱為美國中南部。
- 阳光地带：是1970年代出现的概念，一般指北纬37°以南地区，该线以北被称为冷冻地带。大致范围是：西起太平洋沿岸的加利福尼亚州，东到大西洋沿岸的北卡罗来纳州，北至密西西比河中游，南到墨西哥湾沿岸的一个区域。意为“日照充足，气候温和，适宜人类居住地带”（尤其是冬季的气候相比“冷冻地带”温和），亦有“这一地带各行各业蓬勃发展，经济日趋繁荣”之含义。

### 大众用法

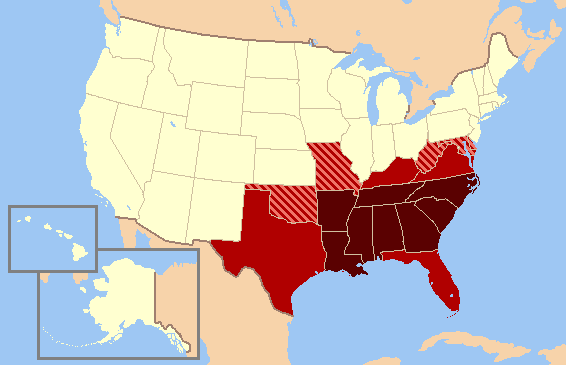
当代的美国南部。深紅色的州分表示在現代的標準中都會被劃為南部的州，而紅色則是大多會被包含在內的州。加上斜線條紋的州分則是在有時候或偶爾會被視為南部

大眾對於「南部」一詞的用法則較為非正式，通常是用以形容在美國內戰中加入了美利堅聯盟國的州分，這些州在文化上和歷史上的共通性一直到今天都還存在。而內戰中的「邊緣州」—尤其是密蘇里州、肯塔基州、馬里蘭州和德拉威州則屬於是位於北部、但緊鄰「南部」邊緣的州分。這些州通常屬於南北部區分的中間地帶，例如在內戰中這些州雖然允許蓄奴，但並沒有選擇脫離聯邦。這些州是否會被認為是南部的一部分主要取決於區分的方式。西維吉尼亞州是個獨特的例子，由於她在內戰中不願加入聯盟國而從原先的維吉尼亞州裡脫離了出來，從此一直保持一種獨立的姿態，因此西維吉尼亞州是否屬於南部也必須取決於衡量的標準。
在地理學上，美國南部是一片廣大、多元的地區，有著各式各樣的氣候型態，包括了溫帶、亞熱帶、熱帶、和乾旱帶。農作物在南部都可以輕易種植，並且在無霜期至少可以六個月收成一次。南部的一些地區—尤其是東南方，則有由槲樹林、木蘭樹、黃色茉莉藤蔓、以及各種山茱萸花類構成的風景。另一種常見的地理景觀是在墨西哥灣沿岸地區的沼澤和海灣，尤其是在路易斯安那州。美國南部也是野葛的災區，這種成長速度極高的蔓藤植物經常蔓延面積廣大的土地並且阻撓當地植物的耕種。

## 歷史

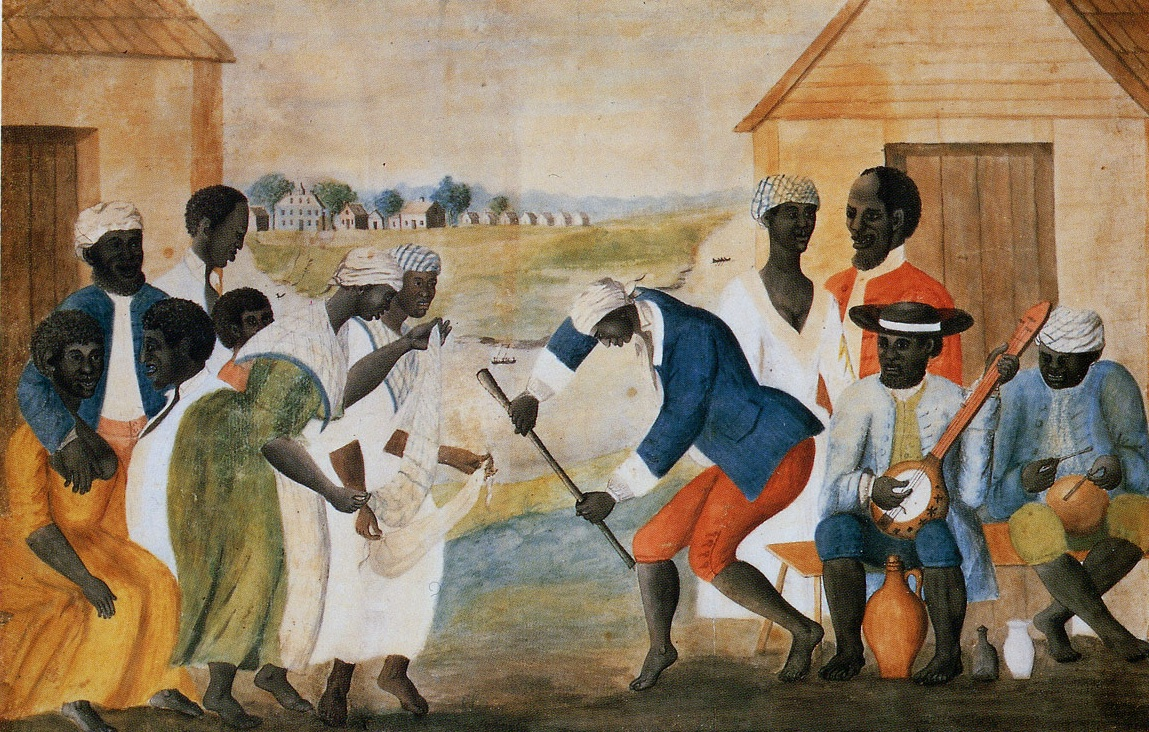
南方黑奴版畫

美國南部的文化根源最早要追溯回由大英帝國殖民者開拓的地區。在17世紀，大多數的殖民是來自英格蘭的移民，但到了18世紀，大量的蘇格蘭人和阿爾斯特愛爾蘭人（後來被稱為愛爾蘭-蘇格蘭人）也開始殖民於阿帕拉契山脈的山麓地帶。新殖民與當地的印第安人經常有貿易、文化往來，有時也有互相交戰發生。在1700年之後，許多來自非洲的奴隸被帶到新大陸以作為耕種大農場的勞動力量，種植包括菸草、稻米、和靛青等農產品以供出口，棉花在1800年之後則成為了最主要的農作物。

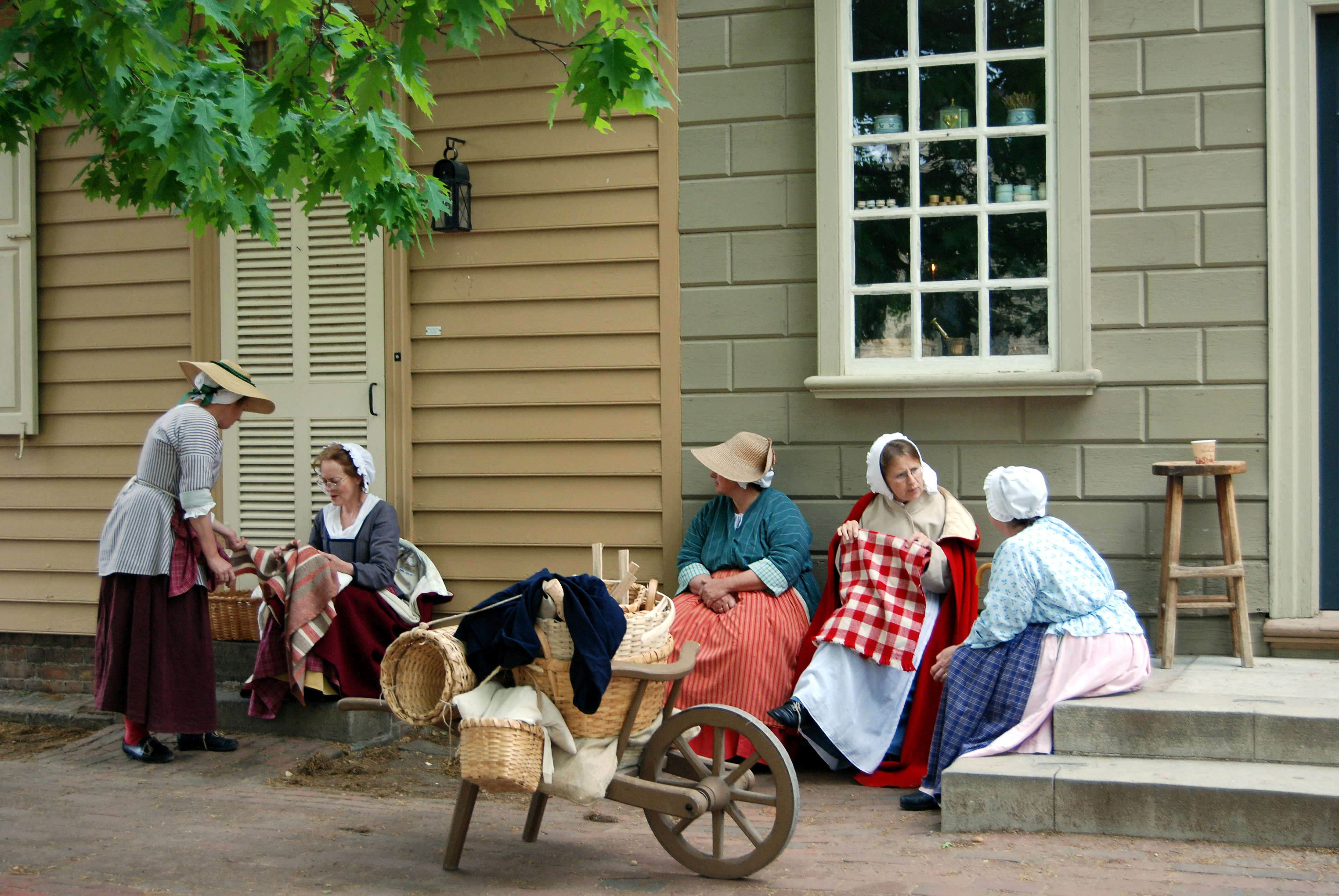
弗吉尼亚殖民地时期的文化、语言和风俗在威廉斯堡重现

南部最早的一所大學威廉與瑪麗學院在1693年於維吉尼亞州成立，這所大學以政治經濟學方面的教學聞名，並且培養出了未來的數名美國總統傑佛遜、門羅以及泰勒，三人都來自維吉尼亞州。事實上，這個地區出生的人才支配了美國建國後俗稱第一黨系（First Party System）時代的政治，前五位總統中，有四位—喬治·華盛頓、托马斯·杰斐逊、詹姆斯·麥迪遜和詹姆斯·門羅都是來自維吉尼亞州。
在19世紀初期，由於兩個主要的政治因素和利益衝突，南部和北部之間的政治對立和派系劃分逐漸浮現，開始了對於州權議題的爭論、最終導致內戰的爆發。第一個因素在於南方不滿由北方主導的貿易政策以保護主義的關稅制度保護北方的製造業，例如在1832年，南卡羅來納州便通過了一則拒絕執行聯邦政府法案的否決案，行使這種程序在事實上便等同在一州內撤銷了聯邦法案的效力。然而聯邦政府竟派遣一支海軍艦隊前往查爾斯頓的港口，以要脅登陸軍隊的方式逼迫州政府實行關稅政策。雖然雙方最後達成了一個會將關稅逐漸減少的協議，但有關州權的爭論则在接下來的十幾年裡持續升高。
第二個因素在於有關奴隸制的問題，尤其是在新加入聯邦的州分是否可以允許蓄奴的議題上。最初這個議題在政治協商的努力下被平緩，暫時將各州區分為「自由州」與「蓄奴州」。然而這個問題在墨西哥戰爭前後變的越來越嚴重，尤其是因為這場戰爭使南方增添了許多新的領土（今天美國西南的七個州），更增添了南北的對立。

### 內戰

美利堅聯盟國旗幟

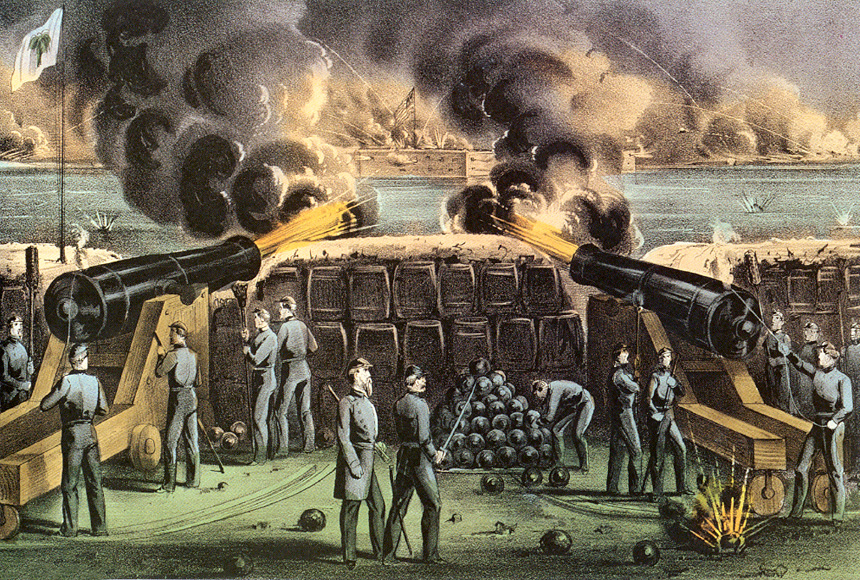
桑特堡戰役

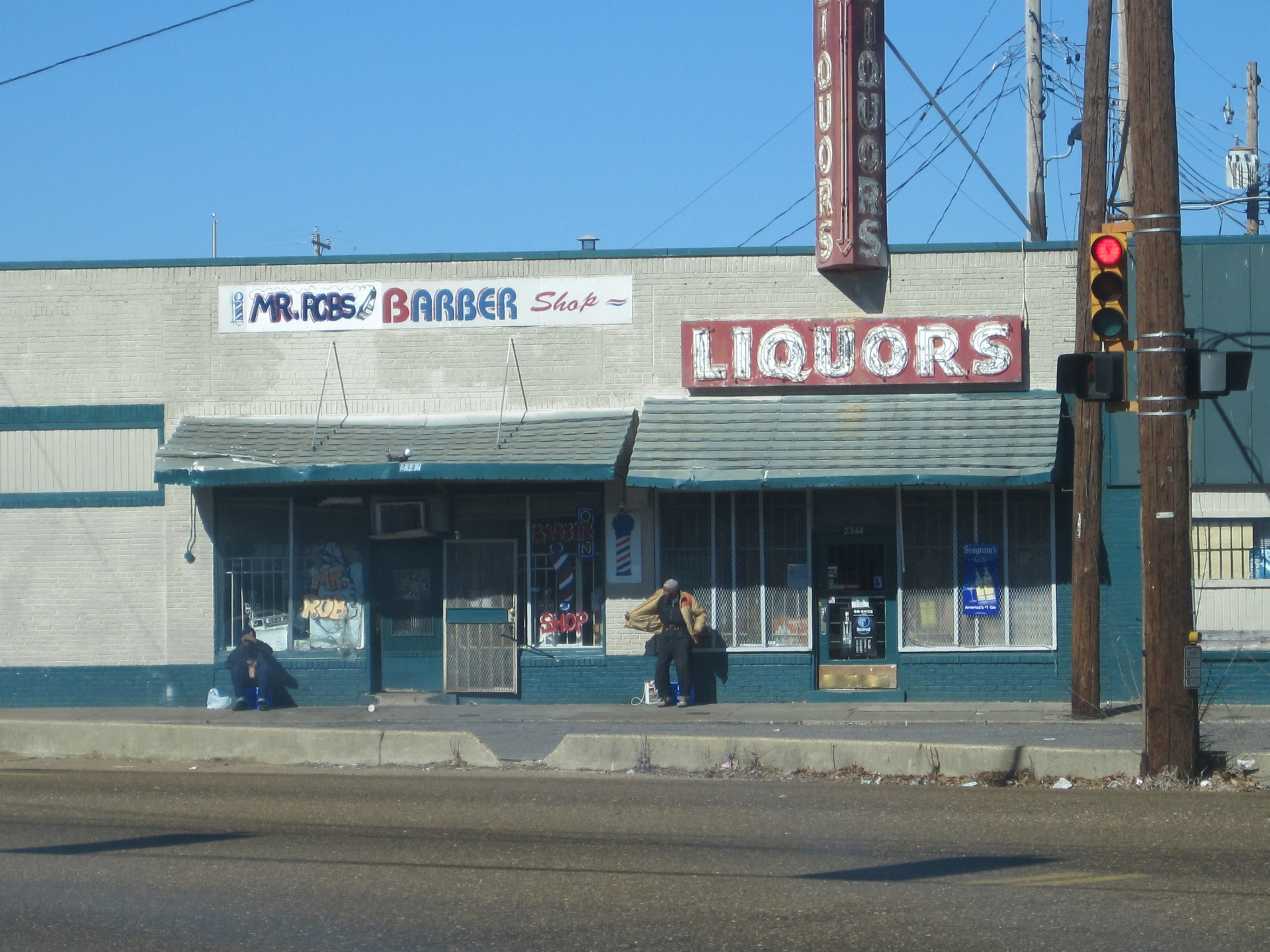
美國南方常見的一層式磚房

到了1855年，由於北方人口的優勢，南方漸失去對聯邦政府權力的控制，並且在有關州權和奴隸狀態的議題上與北方爭論不休。民主黨的總統詹姆斯·諾克斯·波爾克在1846年推行了減低關稅的法案，結果激怒了賓夕法尼亞州的產業界，使北方民主黨及輝格黨政客們以封殺聯邦政府用以道路建設和港口改善的預算作為報復，此外，雖然南方和北方的民主黨人雖然同樣支持奴隸制，但北方民主黨人反對南方從聯邦分。等到1861年北方的共和黨人掌權之後，許多南方人決定他們應該從聯邦分離。
在亞伯拉罕·林肯於1860年美國總統選舉勝利後，七個以種植棉花為主的州分決定脫離聯邦，組成了美利堅聯盟國。在1861年，他們又吸引了另外四個州加入。美國政府拒絕承認脫離州分成立的國家，並且繼續駐守聯邦軍隊在南方殘存的幾個堡壘，直到聯盟國在1861年4月於桑特堡戰役中攻下了最後一個保壘，這場戰役也引燃了內戰。在接下來的四年戰爭中，大多數的戰役都是在南方的土地上進行的，全部總共只有兩場戰役是發生在南方以外的地區。南方政府一直採取對歐洲進口產品的低關稅政策，但對於所有來自北方的產品收取額外的一些關稅。然而合眾國海軍實行的海上封鎖有效阻止了大多數進出南方的商貿活動，因此南方的低關稅政策也沒有發揮作用。南方的運輸網絡大多依賴於河川以及沿岸的船隻運輸，然而這兩種管道都被聯邦海軍所阻撓，少數的鐵路運輸則也完全無法負荷。因此到了1864年南方內部的運輸已經幾乎癱瘓，使得聯盟國的經濟活動幾近停擺。
在整場內戰中合眾國（稱為合眾國是因為他們以美利堅合眾國為名）最後擊敗了美利堅聯盟國。南方承受了遠比北方要來的多的損失，因為幾乎所有主要戰鬥都是在南方土地上進行的。聯盟國軍隊總共有95,000名士兵在戰役中陣亡、165,000人死於疾病，總共損失了260,000人，不過北方的傷亡人數總合比南方還要多。

### 重建時期
在內戰之後，無論從人口、基礎建設、以及經濟狀況來說，南部都已經到達完全崩潰的狀況。整個美國也面臨重建的時期，大量的軍隊仍然佔領南部地區。許多在內戰中支持聯盟國的南部人在戰後失去了基本的公民權利（例如投票權），而隨著接下來共和黨控制的國會通過的第十三條（將奴隸制度非法化）、 第十四條（賦予男性的非裔美國人完整的公民權）和第十五條（延伸投票權給黑人男性）憲法修正案，南部地區的非裔美國人開始擁有許多他們在之前從來不曾有過的權利，當然，與白人一樣，只有男性享有公民權。
許多北部的「提包客」到了南部從事政治和商業的重建工作，之中一些人參與了政府設立的自由人辦公室和其他重建機構，一些人則是打算協助黑人族群的人道主義者，然而許多人則是企圖趁亂牟利的投機分子。這些提包客還經常不擇手段的操弄黑人選民，並且建立出腐敗的政府機構。
隨著重建時期結束，南方民主黨開始重新全面控制美國南方。到了1890年代，一波政治的逆潮開始撤銷這些在南部已經發展出的黑人權利，而像是三K黨—一個以宣揚白人優越為目標的秘密組織也開始使用執行私刑等暴力方式威嚇非裔美國人，以阻撓他們行使政治權利（不過事實上知名的燃燒十字架儀式要直到1920年代才出現）。而1876年通過的種族隔離法律也產生了類似的效果。要直到1960年代後期，非裔美國人民權運動才又推翻了這些種族隔離法律。

### 20世紀
在1901年1月10日早晨，位於德州的Spindletop油井鑽出了大片的油田，接著其他的許多油田也在阿肯色州、奧克拉荷馬州、和墨西哥灣發現。接踵而來的「石油熱潮」徹底的轉換了中央西南州分的產業型態，並且引發了內戰之後第一波龐大的經濟擴張。
然而自從內戰後一直沒有完全復甦的南部經濟，在經濟大恐慌和1930年代的塵暴災害中再次受創。在華爾街股市於1929年崩潰後，經濟狀況開始每況愈下，上百萬人淪入失業狀態。從1934年起到1939年為止，一系列由風災和乾旱引發的嚴重自然災害襲捲了從德州至阿肯色州、奧克拉荷馬州狹長地帶及其周遭的平原，導致了超過500,000人無家可歸，陷入飢寒交迫的窘境，也是在這個時期成千上萬的人遷離了南部並前往西岸尋求經濟發展。
內戰帶來的長期負面影響，在南部無論是白人黑人都飽受其害。內戰摧殘了整個南部、也連帶摧毀了大量的基礎建設，許多南部地區的經濟狀況直到第二次世界大戰為止都還沒有從這一波打擊中復原，民主黨總統富蘭克林·德拉諾·羅斯福便承諾會將南部作為經濟大恐慌中「需要最優先援助」的地區。南部的農業陷入了低生產力中，產業的發展也因此被減緩，企業以及資本投資的水準也不高。
第二次世界大戰帶來的大量新產業和軍事工業發展使得南部終於獲得了一直缺乏的資本和基礎建設，來自全美國的各地的人們前往南部接受軍事訓練並且在那裡替許多新產業工作。農夫們從棉花和菸草類改種包括大豆、玉米等其他作物。南部的經濟發展在1960年又獲得加速、並且在80年代和90年代中持續成長。超過400萬人居住的大型都會區在德州、喬治亞州和佛羅里達州四處出現，而像汽車製造、電信、紡織、銀行業、以及航空製造等產業也在南部州分快速擴張，產能甚至超過了東北部與中西部的大型州分。直到2000年，南部與西部是美國人口增長最快速的地區。

### 貧窮
與美國其他地區相較，南部在美國歷史大部分時期一直处于經濟上的劣勢地位。在內戰之後，幾乎所有南方的經濟基礎建設都被摧毀了，由於當時農業是整個南部經濟的主要來源，隨著第13號憲法修正案廢除了奴隸制度，大農場的種植和收割大受影響，最後使得大量南部的農場主陷入貧困狀態。除此之外，由於當時南方幾乎沒有任何工業的發展，唯一的收入來源也被摧毀了。
被解放了的黑人奴隸也是這波經濟困境的受害者，因為他們對於除耕作農場以外的工作完全沒有經驗，同時農業以外的工作機會也相當的少。
在第二次世界大戰之後，隨著州際公路系統的鋪設，南部成功的從美國其他地區吸引了許多產業和商業的投資，尤其是來自東北部的五大湖地區俗稱鐵鏽地帶（Rust Belt）的大量工廠。直到此時南部長期以來的貧窮和失業率才有所改善。
儘管大部分美國南部的地區自從第二次世界大戰以來都獲得了相當程度的發展，貧窮白人的問題仍然在許多地區存在。類似黑人地帶（Black Belt）、肯塔基州東部、西維吉尼亞州南部的阿帕拉契山區、以及德州的美墨邊境地區，仍然存在著長期的貧窮問題。
在1980年代後，隨著不少來自北方的富州人口移居南方，南方的經濟雖然不及北方，平均薪資與財產數字上似乎較低，但是受惠於生活成本更低，整體生活品質卻是更好的。

## 文化
在所有美國的地區中，南部的文化無疑是最具有特色的了，無論是從南部居民自身還是國內其他地區的人來看皆是如此。美國南方以及南方所代表的「理想」，被不同的人們所懼怕、或崇敬、或痛恨、或熱愛、或被作為刻板印象、或被作為正面與負面的標籤，完全取決於人們的心態和觀點。南部和其文化被一些人所鄙視，然而其他一些人卻對其抱持著強烈的情感連結和歸屬感。這些情緒不一定會與一般對南北的劃分所符合，一些在南方出生的人會刻意逃避他們的歷史和文化背景，然而其他一些從北部南遷的移民則會坦承他們再也不會想回到寒冷的北方州分了。
從整體來看，南部與美國的其他地區之間存在著一些明顯的獨特之處。或許這種獨特性就好像Tim Jacobson的《南方的傳統》一書裡所描述的：
與美國其他任何的地區相較，南部總是明顯的分隔開來…成千上萬的北方人和外國人都移民到了南方…但他們永遠不會成為真的南方人。因為對這個地區而言，你一定要是在當地出生或是有家人住在那裡，才可能感覺到那是你的故鄉土壤。
當地人都會這樣告訴你，他們很驕傲可以生為美國人，他們也很驕傲可以生為維吉尼亞州人、南卡羅來納州人、田納西州人、和德州人。但他們也抱持著另一種歸屬感，一種超越了一般國家的愛國主義與地方州自傲的感覺，那是一種生於一個擁有濃厚傳統和記憶的地區的歸屬感，如果讓這種歸屬感向我們自白，它會告訴我們塑造了這個地區的強烈歷史記憶的故事，並且將其交給後代子孫繼續流傳下去。
與美國其他地區相較，南方的文化一直顯現出更具保守主義價值觀的特色。尤其內戰前農業在南部經濟所扮演的重要角色，南部社會依據土地的所有權分成了不同的階層。農村的社區通常會發展出對他們自己的教堂的獨特情感，教堂也成為了社區傳統的主要依據。
南部的生活方式—尤其是「深南方」，通常會被其他地方的人拿來作為開玩笑的題材。南方人的個性通常被視為較為隨和而鬆散，即使是在緊張的情況下也能保持較為悠閒的態度。當然，這也是刻板印象之一，也不一定會適用於所有南方人，但是在傳統上，南部農村地區的生活方式的確被視為是比其他地方要「來得緩慢」。一般刻板印象會將南方人描述為抗拒改變、尤其是在社交圈方面的改變，並且也會嘲諷南方人的個性怪僻而造作。南方人是出了名的有禮貌而且行為端莊，尤其是在歡迎訪客的時候，這種特色有時候也被稱為南方人的好客。

### 宗教
由於南部早期的移民大多來自英格蘭和蘇格蘭，直到19世紀中旬為止，傳統的南部人通常屬於聖公會和長老教會的信徒。大約在內戰開始和結束之後，浸信會與衛理宗教會轉而成為南部最普遍的宗教。或許比其他任何工業國家都要特殊的是，美國南部有著較北部極高的基督徒人口及教堂出席率，有些人還將其戲稱為「聖經帶」。在美國南部活躍的宗教教派包括了福音派以及基督教基本教義派的新教徒、傳統的天主教徒、以及五旬節教派和靈恩派。
大多數南部的都市都有不少的天主教人口，例如莫比爾、紐奧良、聖路易斯、以及路易斯維爾。墨西哥灣沿岸的鄉村地區，尤其是法裔移民的人口，也有大量天主教徒。整體來說，美國南方的內陸地區如阿肯色州和田納西州有比較多的浸禮會、衛理宗、和新教信徒。而德州的東部和北部有大量的新教徒，但在其南部靠近墨西哥邊境的地區則是以墨西哥裔的天主教徒為多數。佛羅里達州南部有著全國第二高的猶太人口比率，邁阿密、亞特蘭大、達拉斯、和休士頓都有著極高的猶太人和穆斯林人口。而來自東南亞和南亞的移民也帶來了佛教和印度教的信仰。

### 方言
俗稱的南部方言是集合了各種在美國南部使用的美式英語而成的方言通稱，南部方言又可以被分為兩種不同的子方言，在口音上有些許差異，例如阿帕拉契山脈地區的口音與沿海的查爾斯頓及薩凡納附近地區的口音便有所不同。也是在接近東南方的海岸地區，許多非裔美國人仍然使用著古拉語，尤其是較老的世代。南方中部的方言也被遷徙人口流傳到了美國西部。非裔美國人也有不同的南部方言口音，俗稱的非裔美國黑人英語有很大一部分便是來自南部的方言。民間文學研究者在1920年代和後來還指出阿帕拉契山脈地區的英語口音比美國其他任何地方的口音都要接近伊莉莎白時代的英語。

### 烹飪
南方的烹飪風格通常被視為是其最顯著的特色之一，不過就好像南部不同的地區有各自的歷史和文化一般，傳統的南方烹飪也有許多差異之處。到了現代，一般南部人的日常飲食與美國其他地區人的已沒有太大差異，但南部在烹飪上仍保有的許多獨特風格都被視為是其「傳統」食物。「南方菜」是美國烹飪文化中最典型的例子，因為其食品和風格是在美國本土誕生的，而不是像其他地區大多是從別的國家帶來的。
一般稱為「南方菜」的通常指的也是所謂的「心靈食物」（soul food），特色是大量使用高卡路里的豬油和脂肪。這種烹飪風格經常被認為是非裔美國人在奴隸時期發展出的，雖然這也是混合了美洲原住民、蘇格蘭-愛爾蘭、以及其他許多烹飪特色的結果。南方的炸雞、豬油炸蔬菜、黑眼豌豆、玉米麵包、以及烤薄餅都經常被視為是最具南方特色的菜餚。
燒烤也是經常被視為南方菜的烹飪，使用經長時間調味和慢煮的肉類，南方的燒烤也可以依據地區分為幾種不同的形式。在德州燒烤通常是以牛肉做主菜，在北卡來羅納州則通常是以豬肉，而且還可以細分為東部和西部卡羅來那州兩種風格。南卡羅來納州也發展出一種很特殊的燒烤用芥末醬汁。堪薩斯城、密蘇里州和孟菲斯市也被被視為是燒烤飲食的中心，混合了來自許多地方的風格。肯塔基州西部的燒烤也相當知名，尤其是他們每年5月還會舉辦「國際燒烤節」。
路易斯安那州和密西西比三角洲地區的特殊歷史也培養出了其獨特的烹飪文化。俗稱卡津人的族群混合了來自各地的烹飪文化，包括了阿卡迪亞、非洲、加勒比海、法國、北美原住民、和西班牙等風格。
與墨西哥緊鄰並且有著悠久歷史交流的德克薩斯州，也發展出了現代的德州-墨西哥烹飪風格。
如同美國其他地區，南部也有來自世界其他地方的各種飲食文化，包括了中國菜、義大利菜、法國烹飪、中東烹飪、日本料理、印度烹飪等各種特色的餐廳。

### 飲料

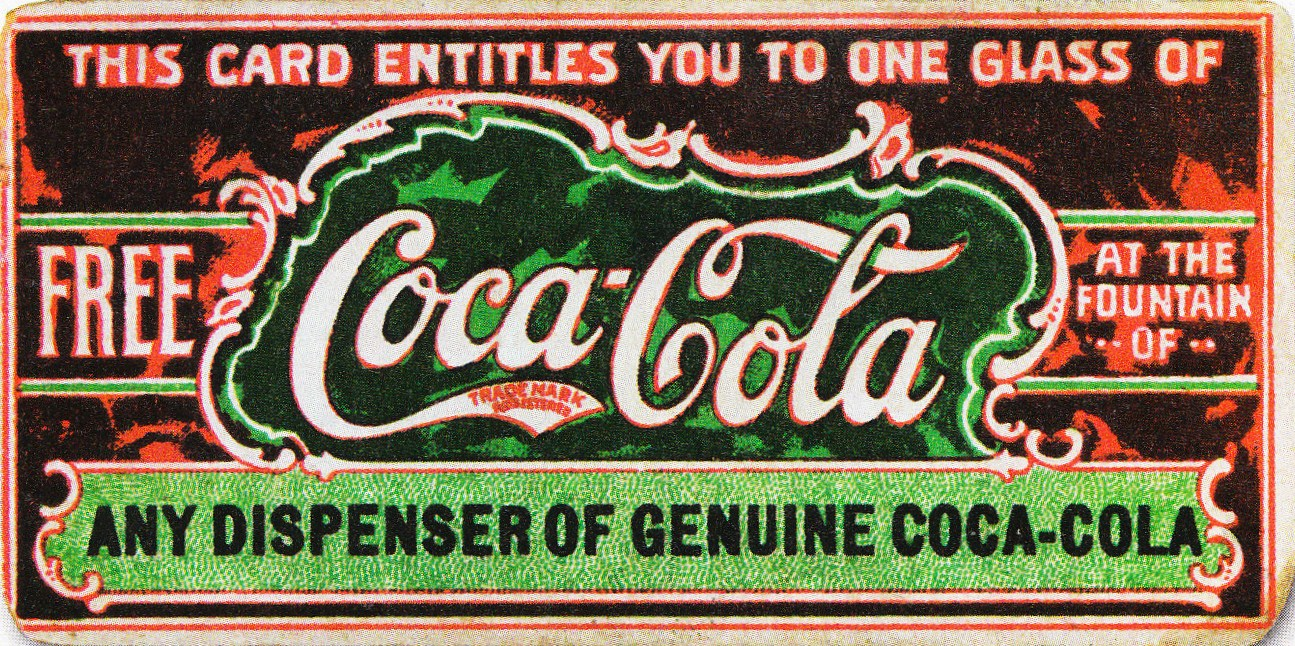
19世紀的可口可樂折價券

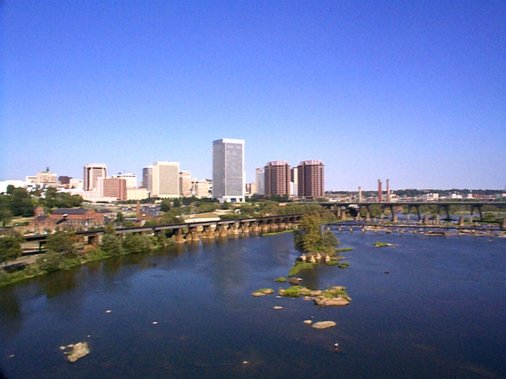
維吉尼亞州首府里奇蒙

許多美國今天流行的軟性飲料都是源自於南部（可口可樂、百事可樂、和Dr Pepper等等）。除此之外，有許多飲料到今天也還是只在南方流行（例如Sundrop汽水），顯現出南方在發展這類型汽水飲料上扮演的重要角色。另外有一種非常甜的冰茶，通常稱為甜茶（Sweet tea）也是南部的特色之一。檸檬水是南部夏季的熱門飲料。「Dr. Enuf」檸檬水是南部特有的飲料，也只有在南部才能買到，自從1949年於田納西州發行以來，已經成為許多南方人習慣了的口感。
在歷史上南部一直對酒類飲料抱持著矛盾心態，在禁酒令時期，禁酒法案在南部獲得廣泛支持，許多南部州分都成為了禁酒中的「禁止州」，壟斷並大量管制對於酒類飲料的生產和銷售。很多南部的郡—尤其是在大都會地區以外的地方，都實行了徹底禁酒，禁止銷售任何酒類，雖然許多郡也允許「私人會所」提供酒類。啤酒在南部相當受歡迎，儘管其銷售量在一些宗教盛行的地區會有所下跌。
而在上南方，尤其是肯塔基州，以其波本威士忌聞名，這種威士忌也是雞尾酒調配時經常使用的主要酒精。由於對酒精生產的廣泛限制，非法的酒精蒸餾或私酒活動也經常被人與南方的勞工階層和窮人相連結。同樣的，薄荷酒也常被視為是較富有的南方人的飲料。

### 菸草
南部也出產菸草聞名，其菸草在世界各地還享有較高的價格。大多數農夫都會種植一些菸草以供自家使用或是與鄰人交換，菸草是北卡羅來納州、維吉尼亞州、肯塔基州的主要農作物，馬里蘭州、賓夕法尼亞州、和德拉威州也有一定程度的菸草種植。自從19世紀末期開始，隨著主要的菸草公司在南部開創，菸草的商業販賣成為南部經濟的重要支柱，菸草公司在德罕、路易斯維爾、和里奇蒙都成為了最大的雇主公司。比如在1938年，菸草業大亨R.J. Reynolds擁有高達84個咀嚼菸草的商標，12個有煙菸草的商標，還擁有銷售量最高的駱駝牌（Camel）香菸，咀嚼菸草的銷售量一直非常大，雖然從1910年左右開始其市場佔有率逐漸被香菸所取代。
在20世紀末期，美國青年男性使用咀嚼菸草的比率增加了450%，而吸食鼻煙的比率增加了1500%。從1978年至到1984年，美國咀嚼菸草的銷售量每年成長了平均15%，南部和西部的農村地區有著最高的吸食量。在1992年，美國東南部的高中男性學生裡有30%都是咀嚼菸草或鼻煙的使用者，比率甚至還高於香菸。

### 文學
南方文學的主要特色在於反映出了南方各州所經歷過的許多共同歷史經驗，尤其是奴隸制度、內戰、以及重建時期。南部的保守價值觀也使南方文學相當注重家庭、信仰、社區在一個人的生活和社交上所扮演的重要性，另外特色還包括了對南部方言的使用，以及對於「場合」的強調。南方在種族議題上的長久爭議也一直是其文學的題材。
儘管有這些共通特色，南方文學作家的分辨標準一直有所爭議。馬克·吐溫可以說是南方文學之父，他的《頑童流浪記》一書呈現出了許多被人視為南方文學典型的特色，他也曾自稱為「南方作家」，儘管如此，馬克·吐溫的出生地密蘇里州卻不是傳統上定義的南部州分。除此之外，許多知名的南方作家在年長後都會移居北部，也因此作家出生的地點並不是判斷南方文學的主要來源。
或許最知名的南部作家要算是威廉·福克納了，他在1949年獲得了諾貝爾文學獎，福克納將許多新文學概念例如意識流文學以及複雜的敘事體技巧引入了美國文學中。而20世紀最知名的南方小說可能要算是瑪格麗特·米切爾在1937年出版的《飄》。另一本知名的南方小說是哈潑·李（Harper Lee）所著的《梅岡城故事》，在1960年出版後還贏得了普立茲獎。

### 音樂
南部美國出產音樂最豐富的地區之一，南部的音樂文化同時繼承了白人和黑人留下的歷史記憶，兩者間都有直接或間接的影響。
南部的音樂早在內戰之前便已開始發展，包括非洲奴隸的音樂以及從不列顛群島帶來的傳統民間音樂。藍調在20世紀初期開始由南部的黑人發展出，除此之外，福音音樂、心靈音樂、鄉村音樂、節奏藍調、黑人的靈魂樂、藍草音樂、爵士樂（包括由南方人普及的繁音拍子爵士）、海濱音樂、以及一些重金屬音樂等要不是在南部誕生的、就是在南部發展的。
整體來說，鄉村音樂是依據南方白人的民間音樂發展出的，而藍調和節奏藍調則是依據南方黑人發展出的。不過，白人與黑人對這些音樂類型都作出了許多貢獻，兩者間的傳統音樂也有很大一部分是互相重疊的，尤其是福音音樂類型。
而Zydeco、Cajun、和Swamp pop等音樂雖然從沒有發展出與前述音樂類型同等的普及度，但仍然在路易斯安那州周遭的法裔移民地區（包括了德州東南部）所普及，這些帶有獨特路易斯安那風格的民間音樂一向被視為是路易斯安那州的傳統文化之一。
搖滾樂從1940年代後期和1950年代早期開始於南部發展，來自南部的早期知名搖滾樂手包括了、奧蒂斯·雷丁、詹姆士·布朗等人。強尼·卡什雖然被視為是鄉村音樂歌手，但仍然對搖滾樂的發展作出極大貢獻。而來自密蘇里州的Chuck Berry有時也被視為是搖滾樂早期發展的重要人物。
南部在接下來幾十年中持續出產搖滾音樂，在1970年代，一波南方搖滾樂和藍調的樂團開始大受歡迎，包括了The Allman Brothers Band、Lynyrd Skynyrd、ZZ Top等樂團。
許多在南部開始發展生涯的樂手後來也達成了全國性的乃至國際性的知名度，艾維斯·普萊斯里和Dolly Parton便是最好的兩個例子。
許多另類搖滾音樂的根源通常也被視為是來自南部，像是R.E.M.和The B-52's樂團都是來自喬治亞洲雅典市的大學城。而奧斯丁、諾克斯維爾、和亞特蘭大等城市也都有興盛的搖滾樂團發展和演出。
在近年來，嘻哈音樂的散播（或許可以說是唯一一個不是在南部發源的音樂類型了）也促長了「骯髒南方」（Dirty South）音樂的發展，亞特蘭大、孟菲斯、邁阿密、和紐奧良等地都成為了嘻哈音樂的發展重地。

### 運動

#### 美式足球
雖然南部曾有過許多贏得超級盃的國家美式足球聯盟球隊，南部的非職業美式足球球隊也發展的相當旺盛。全國大學體育聯盟（NCAA）主辦的大學足球賽尤其熱門，特別是SEC、ACC、和Big 12等聯盟，大多數南部的公立大學都會派隊參與競賽。阿拉巴馬大學和聖母院大學（University of Notre Dame）一同保有全國美式足球競賽的冠軍頭銜，而奧克拉荷馬大學從1936年以來一直保持全國最高的大學足球賽勝場比率。大學之間的足球對抗賽往往競爭非常激烈，例如奧本大學（Auburn University）與阿拉巴馬大學之間在每年11月底都會進行激烈而備受矚目的Iron盃校際對抗賽。
高中美式足球競爭也相當激烈，尤其是在德州、維吉尼亞州、喬治亞州、阿拉巴馬州、密西西比州、路易斯安那州、和佛羅里達州，德州的高中足球文化也一直是美國電影和書籍聚焦的題材，被拍成了Friday Night Lights和Varsity Blues等電影，而維吉尼亞州的高中足球也在Remember the Titans一片中被呈現。

#### 籃球
籃球在南部非常受歡迎，尤其是大學的籃球比賽。特別是在北卡羅來納州和肯塔基州，兩個州擁有全國大學體育聯盟主辦的大學籃球賽歷史上參與最多並贏得最多賽事的四個大學，北卡羅萊納大學、杜克大學、肯塔基大學和路易斯維爾大學。

#### 棒球
棒球在南部的人氣通常是放在美國職棒大聯盟的幾個明星棒球隊上，例如亞特蘭大勇士、休士頓太空人、佛羅里達馬林魚和坦帕灣光芒。小聯盟也與南部有極深的淵源，南部擁有比美國其他地區都還要多的小聯盟棒球隊。大學棒球比賽在最南邊的幾個州也相當熱門。

#### 汽車競賽

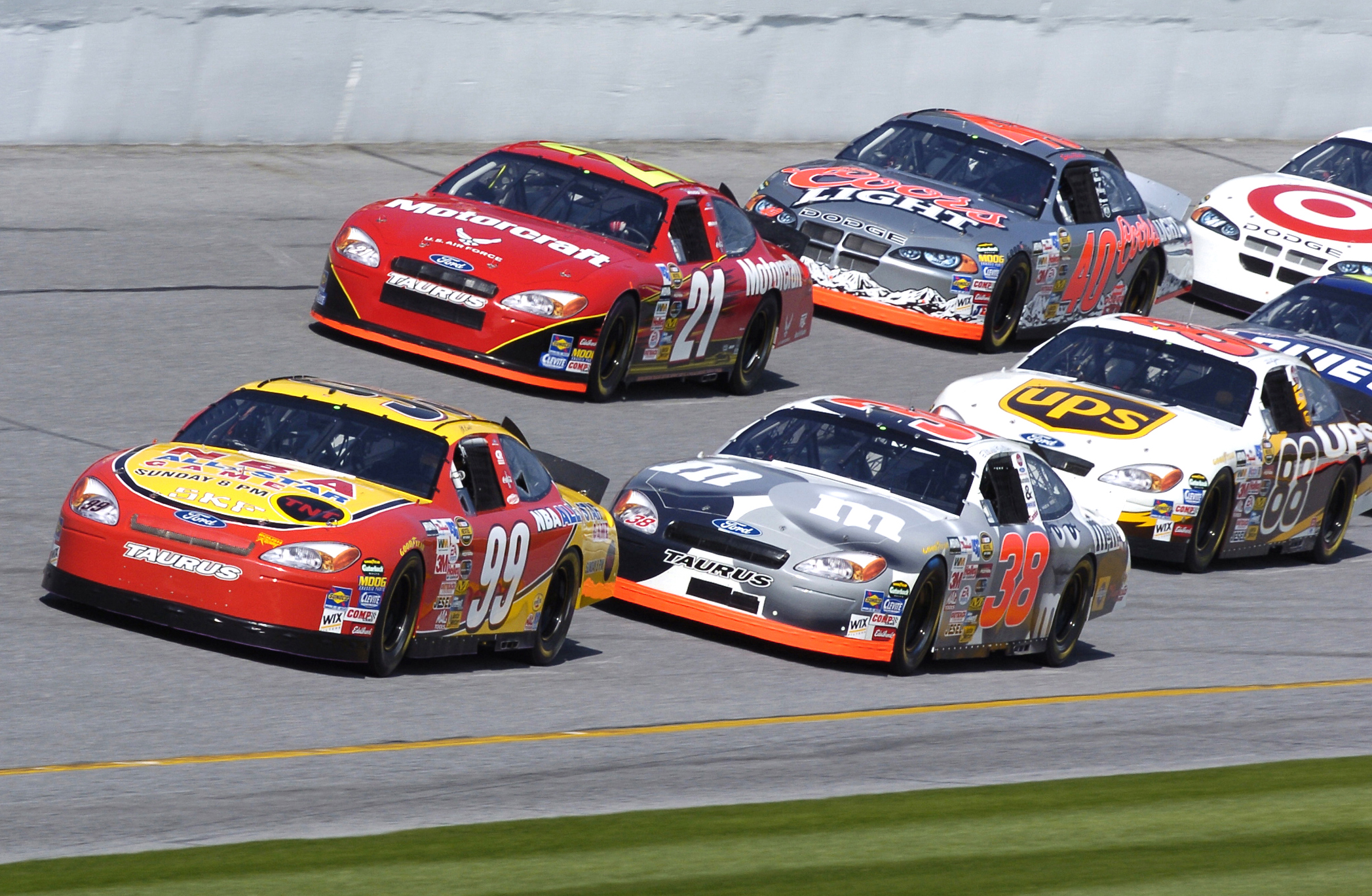
NASCAR賽車

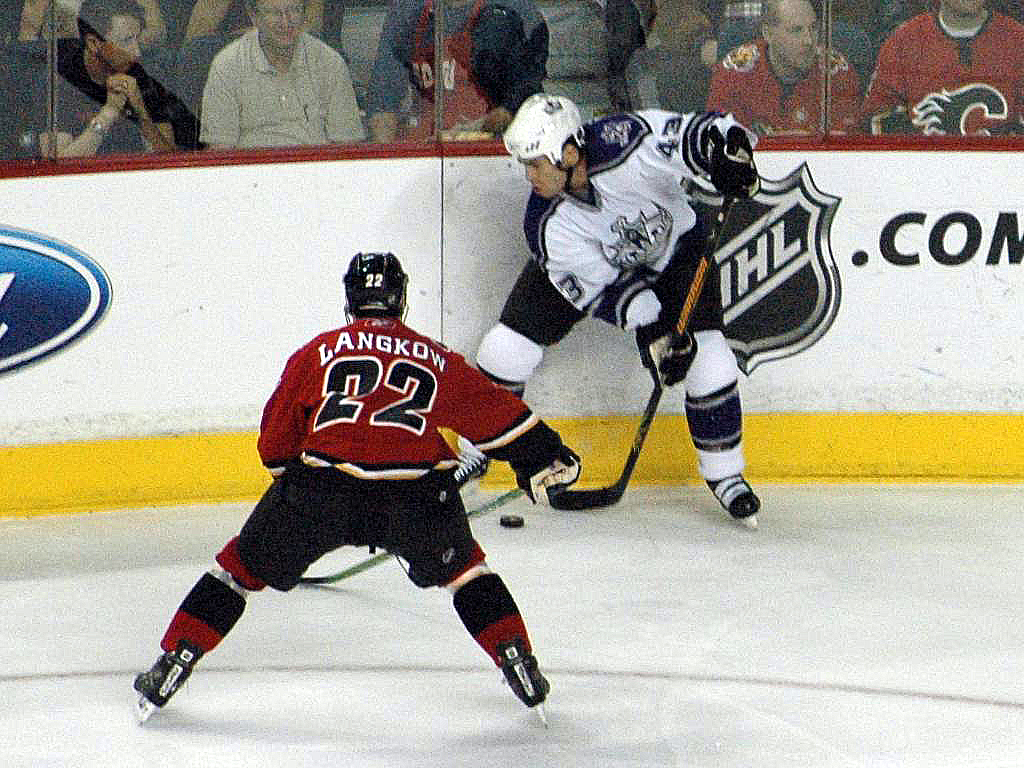
冰上曲棍球

南部是全國汽車運動競賽協會（NASCAR）的誕生地，對汽車競賽的發展有著極大影響。協會的總部位於佛羅里達州的德通那海灘（Daytona Beach），大多數車隊都以北卡羅來納州作為他們的主要據點，而歷史上協會的大部分車手也都是來自南部。全國汽車運動競賽協會每年在德通那海灘的德通那500賽車場會固定舉辦NEXTEL盃賽車，而其最快的賽道是在喬治亞州漢普頓市（Hampton）的亞特蘭大競賽場。

#### 其他運動
南部似乎不會是一個冬季運動的好場所，不過，來自南部的坦帕灣閃電隊、達拉斯星隊、和卡羅來納颶風隊都曾在近年贏得了國家冰上曲棍球聯盟的史丹利盃。除此之外，西維吉尼亞州的山區以及維吉尼亞州的西部、和北卡羅來納州都有足夠寒冷的氣候以舉辦相當受歡迎的滑雪運動。亞特蘭大是1996年夏季奧林匹克運動會的舉行地點。
許多南部的鄉村地區都將狩獵和釣魚視為生活的一部分，獵鹿和獵鴨以及釣鱸魚在文化和經濟特別重要。南部擁有槍械的比率之高便說明了這些傳統，而政治上對槍械的管制也因此最常在南部遭到強烈的反彈，這一部分原因也是源於南部的文化傳統。

#### 電影
南部出產了許多歷史上最受喜愛和最叫座的電影，包括《亂世佳人》（1939年）等。近年來一些主要的電影也選在孟菲斯拍攝，包括《黑色豪門企業》（1993年）、《阿甘正傳》（1994年）、《浩劫重生》（2000年）等片。
美國第二大的電影製片場EUE Screen Gems就位於北卡羅來納州，在過去20年來許多的電影和電視節目便是在北卡羅來納州東部拍攝的。

## 文化差異
構成南部文化的基礎究竟為何至今仍帶有爭議，尤其是因為南部是如此之大的一個地理區域。因此，被歸類為南部的許多地區間也常帶有不同的文化特質。
這些南部的地區差異包括了：

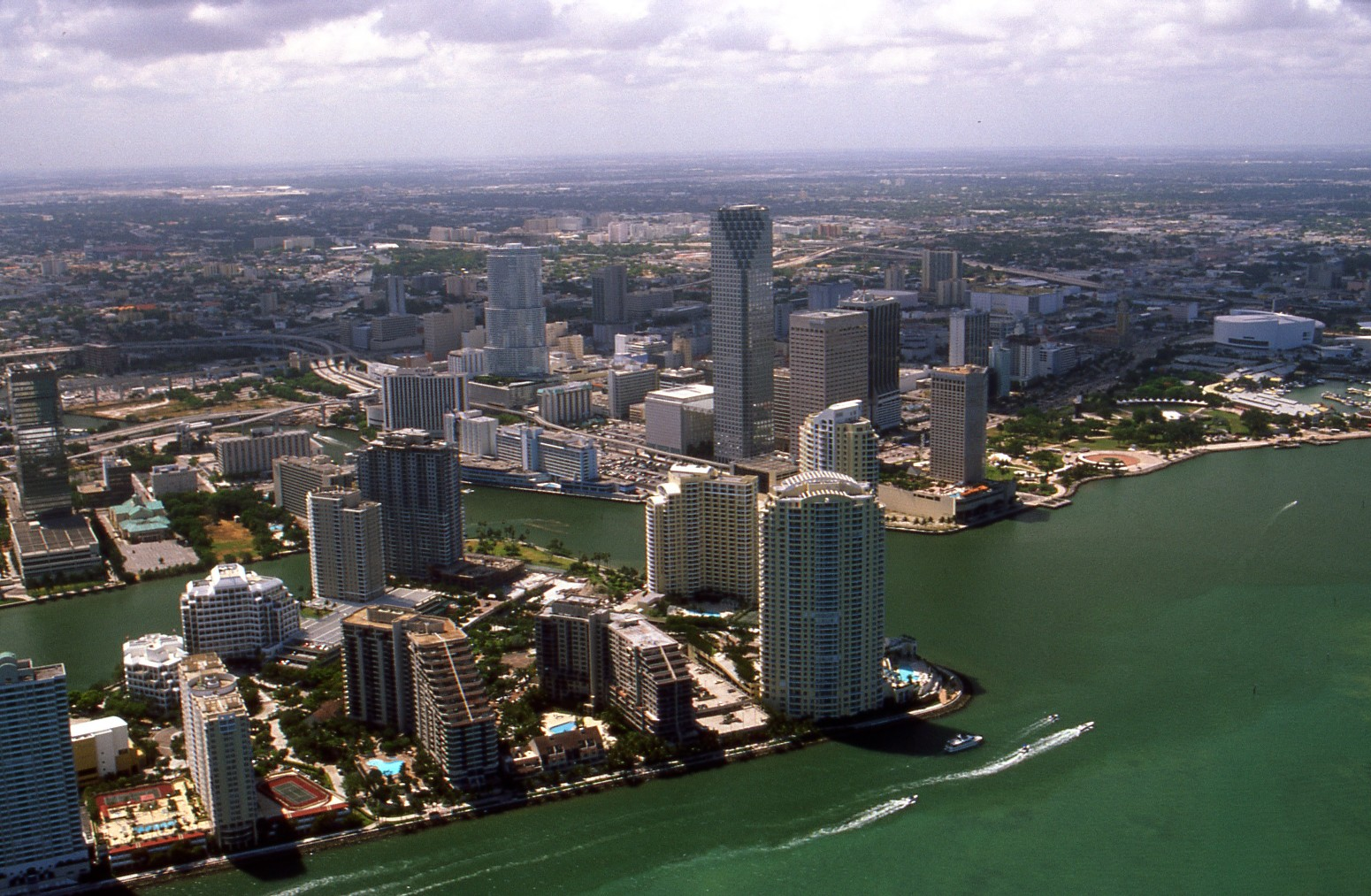
邁阿密

無論是在歷史上、政治上、還是文化上，「內陸的」、「山地的」阿帕拉契山脈地帶與低窪的維吉尼亞州沿海地區、墨西哥灣、和密西西比河三角洲之間都存在著相當的差異。與南部其他地區相較，山地的鄉村地帶通常有較少比例的非裔美國人，並且有著很多蘇格蘭-愛爾蘭的移民留下的文化痕跡。下南方除了有較多的非裔美國人外，那裡的白人也大多是來自英格蘭的移民後代（除了路易斯安納州的南邊外）。許多高山地帶在內戰中都沒有支持聯盟國，並且在後來幾十年裡一直是支持共和黨的地帶，但總體來說，南部地區一直是民主黨的大票倉直至1990年代，近年來，隨著兩黨在南部的態勢徹底改變，這種區隔開始減少，共和黨控制絕大部份的南部郊區，而民主黨在南部的大城市如達拉斯和休士頓有優勢。現時共和黨已控制所有南方州的州議會，並在南方州的總統選舉獲勝，成為共和黨的票倉。
西維吉尼亞州在1863年的成立突顯出了高原地帶與其他南部地區的隔閡。雖然西維吉尼亞州經常被視為是南部州份，由於獨特的地理形狀，其最北部與新澤西州中部有著相同的緯度。這使得西弗吉尼亞州的最北部以及其他位於北方的都市—例如距離賓夕法尼亞州匹茲堡只有一個小時車程的摩根城（Morgantown）成為了北部州份大都會的城郊，也因此「南部」的色彩較為稀少，雖然其影響仍然存在。而西弗吉尼亞州的最東部則與華盛頓特區相當接近，也成為了南北部交接地帶的「混種」文化地區。兩個最東邊的郡：伯克利郡和傑弗遜郡都被人口統計局歸類為華盛頓大都會區的一部份。而西維吉尼亞州緊鄰俄亥俄州和肯塔基州的邊界地帶還經常被歸類為東北五大湖地區俗稱鐵鏽地帶（Rust Belt）的一部份，雖然那裡也帶有比北部還要溫暖的氣候和環境。西維吉尼亞州在內戰期間從維吉尼亞州分離並且加入合眾國，也因此在嚴格的區分上通常不被視為是南部的一州，不過西維吉尼亞州也帶有許多來自阿帕拉契山脈地區的文化。
擁有大量新移民的地區可能比較不會呈現出明顯的南部特色和文化影響。例如在內戰中，比起農村地區，都市地區通常比較不支持分離。到了今天，由於南北部之間持續的互相移民，即使是歷史上屬於南部的都市如亞特蘭大、羅利、德罕、小岩城、納許維爾、里奇蒙、達拉斯和休士頓也都吸收了許多與傳統的南部不同的文化特質。不過，儘管這些南部都市可能淡化了她們原始的南方色彩，她們仍然被廣泛視為是屬於「南部」的都市。
佛羅里達州的南邊湧入了大量來自美國北部的移民、退休人士、專業人士和猶太人，以及近年大量來自拉丁美洲的移民。邁阿密就擁有許多來自古巴、巴西、海地和其他拉丁美洲國家的移民社區。這些移民也使得佛羅里達州南部較少被視為是美國南部的一部份，但佛羅里達州的北部和中部在文化上依然與美國南方整體相連結。從坦帕平行延伸至東海岸的以北地區可以被視為是這種南北文化區隔的分界線，這條分界線也有一些例外，例如奧蘭多大都會地區雖然位於傳統上屬於美國南方的佛羅里達州中部，但由於吸引了大量來自北部州份的移民和旅遊產業，其南方色彩稍微淡化。不過，亞特蘭大、達拉斯、和納許維爾等其他南方都市也都有大量來自北部退休人士和移民。另一個例外是佛羅里達州南部被稱為心臟地區的「內陸」地帶，在產業上依然以農業和大農場為主，在文化上也因此與美國南部較為貼近。
德克薩斯州的一些地區屬於南部文化（主要是德州的東部、中部和北部），但其他的地區則較為傾向美國西南部文化（主要是德州西部和南部）。德州西部最北邊的狹長地帶以及平原地帶則界於美國南部和西南部文化之間，前者較為傾向西南部，而後者原先雖擁有大量的英裔移民，但由於西語裔人口的大量流入而混合了西南部的文化。德州自身廣大的土地上所帶有的大量文化差異使其很難被歸類為美國的特定地區，地理上、經濟上、和文化上的多元性使德州難以被作為一個完整的文化地帶。德州較大的都市也從美國其他地方吸引了許多移民，也有來自拉丁美洲和亞洲的移民。不過，德州通常還是被視為是南部而非西南部的一個州份，因為她在歷史上曾加入了聯盟國，而且超過86%的德州人自認為自己是南方人。

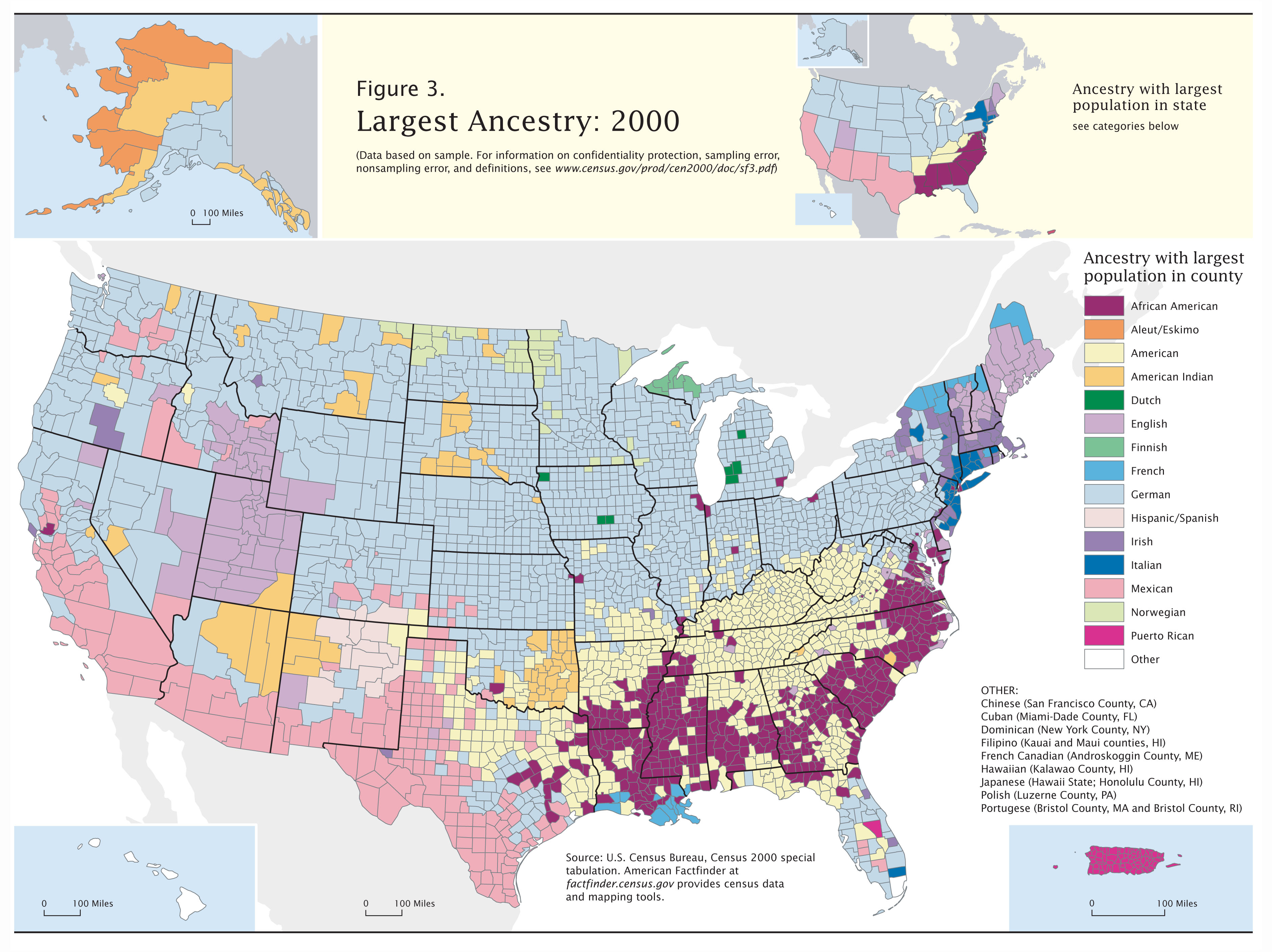
以縣為單位的2000年美國人口族裔分布圖：德裔英裔挪威裔芬蘭裔荷蘭裔墨西哥裔西班牙裔原住民“美国人”非洲裔愛爾蘭裔法兰西裔義大利裔

在1907年建州之前，奧克拉荷馬州被稱為是「印地安人的地區」。大多數印地安人地區的美洲原住民部落在內戰期間都支持了聯盟國，奧克拉荷馬州同時擁有美國最高的美洲原住民比率。奧克拉荷馬州的Gilcrease博物館是全世界收藏了最多而最完整的美洲原住民藝術品、手工製品、歷史文件和手稿的博物館。奧克拉荷馬州經常被稱為是「大西南部地區」的一部份，不過，由於其地理位置，奧克拉荷馬州仍帶有濃厚的南部文化色彩，南方文化的影響在奧克拉荷馬州相當顯而易見，尤其是在其東南地區。就整體而言，人們通常把奧克拉荷馬州視為南部州份的一員。
曾經被法國和西班牙而不是英國殖民過的路易斯安那州有著不同的文化傳統，法裔移民與來自拉丁美洲和加勒比海的移民對於路易斯安那州南部的文化影響特別深遠。德州的海岸地區、密西西比州、阿拉巴馬州、以及佛羅里達州北部雖然也都有一些法國/西班牙殖民時代留下的歷史痕跡，但卻缺少如路易斯安那州一般集中的法國文化影響。與其他較為保守且以新教為主的深南部地區相較，紐奧良地區對於酒精和賣淫、賭博等活動都較為寬容。
許多人並不認為特拉華州是南部的一部份，尤其是德拉威州的北邊與費城都會區相連的地帶。而馬里蘭州西部的鄉村地帶和東海岸地區雖然保留了一些南部文化的成分，95號州際公路所經過的地區—包括了巴爾的摩大都會區和華盛頓特區在文化上都被視為是屬於美國北部。如同西維吉尼亞州，馬里蘭州在內戰中選擇留在合眾國的陣營，其中一部分原因是為了避免聯邦政府所在地華盛頓哥倫比亞特區完全被聯盟國所包圍，所以受到了來自北方和聯邦政府的強烈施壓。
隨著聯邦政府的擴張，維吉尼亞州北部在二戰之後湧現大量從北方而來尋找工作機會的移民，同樣的現象也在20世紀末的網際網路泡沫時出現過。由於在經濟上是與華盛頓特區相連，該區的移民文化通常也傾向北部。不過，與其他更北部的地區相比，該區在政治上展現出較為中間派的立場。
北卡羅來納州近年來也出現了明顯的文化及人口的轉移，直到大約1980年代中旬為止，該州在文化上和人口上都有著根深蒂固的南部特徵。然而自從那時開始，大量新移民開始轉變了該區的情況，之中許多人是來自紐約市和克里夫蘭大都會地區。許多這波移民選擇住在夏洛特市和羅利-德罕都會區域，因為這裡的經濟成長因素（夏洛特的銀行/金融業、羅利和德罕的高科技產業）。艾西維爾市（Asheville）也聚集了許多從佛羅里達州再度移居而來的退休人士，被這裡較為平緩的氣候環境所吸引。最極端的例子是該州的Cary市，還被當地人稱為「搬家來的北方人的聚集地」。
肯塔基州正處上南方和中西部的交匯點，在內戰中是相當重要的邊界州，雖然該州的政府和大多數居民當時都支持了合眾國一方，仍有一個小規模的叛變政府成立，並且在聯盟國旗幟上有一顆代表的星星直到1863年為止。該州同時呈現了南部及北部的歷史文化痕跡，舉例而言，肯塔基州北部由於在文化上和經濟上都較傾向於辛辛那堤，因而被視為是全州裡最偏向中西部的地區，儘管研究顯示有不少數量的肯塔基州北部人仍然自視為南方人。同樣的，印第安納州南部由於在文化上和經濟上都傾向於路易斯維爾，因此與該州其他地區相較是最帶有南方特色的，一些人還將印第安納州南部視為是上南方的文化圈，但其他人則認為雖然該州南部有一定的南方文化，但並不是該地區的主流。一些人將路易斯維爾視為中西部的城市，但其他人則將其視為是南部的都市，該市經常被稱為是「通往南方的路口」以及「最北邊的南部都市和最南邊的北部都市」。雖然受到了一些北部文化的影響，肯塔基州的鄉村地區仍然帶有獨特的南部文化特質。
雖然密蘇里州通常被視為是中西部的州分，其南部是屬於歐札克高原（Ozarks）地帶，而位於中北部俗稱「小迪克西」的地帶則是一塊與美國南部主體分離了的南部平地文化圈，大量的黑人移民人口，加上經濟大恐慌時前來的許多貧窮南方人，使得聖路易斯市成為該州南部文化的重要據點。

### 南部以外
雖然德州以西的地區很少被劃分為美國的「南部」，新墨西哥州、亞利桑那州、和加利福尼亞州都是由來自南部的移民為主體所開墾，至少在19世紀末期和20世紀初期時是如此。舉例而言，內戰中便有人在現今的亞利桑那州和新墨西哥州地區創建了支持聯盟國的政府。而在經濟大恐慌和沙塵暴危機中，大量的移民從奧克拉荷馬州、阿肯色州、以及德州北部移到了加利福尼亞州。這些移民及其後裔對於加州的中央谷地地帶有極深的文化影響，同樣的文化流傳也在第二次世界大戰後發生，許多南部人移到了中西部的各大工業城市，尤其是在伊利諾州、密西根州、印第安納州和俄亥俄州。許多南部人在遷移到其他地區的州分之後仍然會自豪的稱自己為南方人，即使已經長期不住在南部亦然。
原居住於美國南部的非裔美國人分別在一戰和二戰後的移民潮中大量遷徙至中西部和西海岸的工業都市，遍及美國各地的非裔美國人、以及許多白人亦然，都擁有「北方人」或「南方人」的祖先。許多非裔美國人的文化成分—例如音樂、文學、以及烹飪傳統都是來自南部。
在過去半個世紀裡，不少的拉丁美洲人從拉丁美洲和墨西哥遷徙至美國南部。如亞特蘭大、紐奧良、和納許維爾在過去10至15年都有大量的拉丁美洲移民，工廠和農業的工作機會也使許多墨西哥和南美洲勞工遷徙至美國南部的郊區地帶。

## 政治
從重建時期開始後的整整一個世紀裡，南部的白人都一面倒的堅定支持民主黨，這種強烈的政治傾向還使南部被人稱為民主黨的「南方基地」（Solid South）。共和黨控制了一部分的阿帕拉契山脈地區並且在所謂的「邊緣州」與民主黨競爭，但除此之外，直到1960年代之前南部都極少選出共和黨的政治人物。
民主黨在1940年代逐漸支持全國性的民權立法使得民主黨出現嚴重分歧，特別是堅持種族隔離政策的南部民主黨人。直到1960年代各種民權法案被通過後，保守派的南方民主黨人（俗稱「迪克西民主黨人」，Dixiecrat）主張只有他們才能防衛南部免於受到北部的民主黨自由派和民權運動所干擾。美國最高法院在1954年的布朗訴教育局（Brown v. Board）一案中做出了要求學校種族融合的決定，這使得南部的101名國會議員（19名參議員和82名眾議員，當中99名是民主黨人）在1956年3月共同發表了一份「南方宣言」譴責最高法院的決定是「對於司法權力的明顯濫用，以聯邦的司法部門從事損害國會權威與地方州及其人民獨立權力的立法」，宣言中還讚揚了那些「表達決心將以任何合法手段抗拒強迫性的種族融合的州分」。這份宣言被所有的南部參議員所連署，除了當時的參議院多數派領袖林登·詹森和田納西州參議員老高爾（Albert Gore, Sr.）以外。維吉尼亞州選擇關閉沃倫郡、夏律第鎮等地的學校而不是將其種族融合，但此方式並沒有其他州分追隨。在民主黨籍的阿肯色州州長褔布斯（Orval Faubus）和阿拉巴馬州州長喬治·華萊士（George Wallace）等人所領導下，南部一直有一股抵擋種族融合的民主黨政治勢力，這些人通常是由藍領階層的勞工選民所支持。
當民主黨的總統林登·詹森簽下了1964年的民權法案後，南部民主黨人對於民權法案的不滿終於暴發。同時，共和黨開始了他們所謂的「南方戰略」（Southern strategy），以拉攏保守派的南部白人選民支持為目標。南部民主黨人也注意到了1964年的共和黨總統候選人、參議員貝利·高華德曾經投票表決反對民權法案（高華德認為該法案使聯邦政府得以侵蝕州政府的權利，並認為該法干涉私人選擇做或不做生意選擇的權利），並且在當年的總統選舉中，高華德雖然慘敗，但他所贏得的州分除了他的老家亞利桑那州以外的五個州，全都是來自深南方的州分。這些州份過去從未投給共和黨候選人。
在接下來的數十年裡美國南部開始戲劇性的轉向共和黨。首先，南部各州開始在總統選舉裡支持共和黨的候選人（1972年尼克森在全部南部州份勝出，這是共和黨的第一次），為了反制這種傾向民主黨在總統選舉中還提名了一些來自南部的候選人如1976年和1980年的吉米·卡特、1992年和1996年的比爾·柯林頓、以及2000年的艾伯特·高爾。接著南部開始選出許多共和黨的參議員和眾議院，最後則是共和黨籍的州長。喬治亞州成為最後一個達成這樣改變的州份，由共和黨的Sonny Perdue在2002年當選州長。除了中產階級和商業人士的支持外，共和黨還吸引了大量福音派、基督教右派和保守派選民的支持，這是在1980年以前都未曾出現過的政治特色。但直至1994年共和黨革命前，民主黨在南部仍然維持多數席次，包括國會參、眾兩院，以及州長、各州議會的議席。到2010年，共和黨終于全面控制原南部州的州議會。
在1960年代中旬至1970年代早期南部曾出現對於廢除種族隔離的強烈反抗，這方面的議題至今已經消逝，取而代之的是介於保守派和自由派之間在墮胎和同性婚姻等議題上的文化戰爭。

### 歷史上的總統
南部誕生了美國史上第一名贏得選戰的總統，但卻沒有醞釀出隸屬主要政黨的勝選總統，唯一的例外是在1796年宣示了第一次（也是唯一一次）總統選戰勝利的聯邦黨（Federalist Party）所提名的候選人約翰·亞當斯。以下是那些曾代表主要政黨贏得全國性的總統選舉的總統列表：
- 民主共和黨：維吉尼亞州的托马斯·杰斐逊，1800年。
- 民主黨：南卡羅來納州/田納西州的安德魯·傑克遜，1828年。
- 輝格黨：維吉尼亞州的威廉·亨利·哈里森，1840年。
- 共和黨：原先來自肯塔基州，後移居伊利諾州的亞伯拉罕·林肯，1860年。

在內戰之前南方，尤其是弗吉尼亞州誕生了大量總統。但是由於內戰帶來的負面影響，使得南方州和代表南方的民主黨長期失聲，在之後長達一個世紀裡都難以在總統中取得勝利，除非移居北部（例如伍德羅·威爾遜）。在二戰後，民主黨和南方逐步取得優勢，20世紀下半葉中的美國總統如杜魯門、艾森豪威爾、卡特、布希父子均來自南方州。

### 政治
美國南部也曾誕生許多其他知名的政治家和政治運動。在1964年以前，民主黨在南方佔有絕對優勢，共和黨在南方毫無挑戰之力。1948年，以南卡羅來納州州長斯特羅姆·瑟蒙德為首的一群民主黨議員從民主黨裡分離出來，以抗議明尼蘇達州參議員休伯特·漢弗萊所做的一篇反種族隔離的演講，並且另外成立了被稱為「迪克西民主黨」的州權民主黨。在當年的總統選舉中，該黨提名瑟蒙德為總統候選人，但最後仍落選了。瑟蒙德最終于1964年民權法案表決那年退出民主黨，加入共和黨。因為巴利·高華德反對1964年民權法案，而使共和黨首次勝出南方的六個州份，雖然共和黨敗選，卻導致民主黨在南方的絕對優勢受到動搖。
在1968年美國總統選舉裡，支持維持種族隔離法律的阿拉巴馬州州長喬治·華萊士脫離民主黨獨立參選，以美國獨立黨（American Independent Party）為名競選總統，以「法律和秩序」為口號，類似於共和黨候選人理察·尼克森。尼克森的推出的「南方策略」選擇避免種族議題、並且聚焦於社會文化上的保守價值，例如家庭、愛國主義、以及其他廣受美南浸信會教徒支持的社會文化議題如反墮胎等立場，使得共和黨開始在南方呈現絕對優勢，在總統選舉中，雖然華萊士敗選，但尼克森勝出除德州外的大部份南方州份。此後共和黨均在大部份總統選舉在南方勝出。由1976年至2008年，歷任美國總統除羅納德·雷根外均來自南方，直至巴拉克·歐巴馬為止。
在1994年，另一名南部的喬治亞州政治家紐特·金里奇（Newt Gingrich）開創了共和黨對國會的多數派掌控優勢（共和黨只在2007－2011年失去國會的控制權），金里奇在1995年成為美國眾議院議長，開始以議長及反對黨領袖的身份對抗同樣來自南部的比爾·柯林頓的聯合政府。但在1998年由於對比爾·柯林頓的彈劾案處理失當，導致共和黨在期中選舉雖然維持參眾兩院的控制權，但失去5個眾議院議席小敗而被迫下台。德州議員Tom DeLay則繼承為國會裡共和黨最具權勢的領導人，直到他在2005年突然遭到起訴為止。近年來在參議院成為黨團領導人的南部議員還包括了田納西州的Howard Baker、密西西比州的Trent Lott、田納西州的Bill Frist等人。

## 種族關係

### 歷史
非裔美國人在美國南部有長久的歷史，一直要追溯至他們被帶來該地的殖民時期。從17世紀初開始，於非洲（或是比較少見的從加勒比海）的黑人奴隸開始被奴隸販子購買並帶至美國南部以種植大農場。大多數的奴隸都是在1700-1750年間被帶來的。
奴隸制度在南部於美國內戰中遭擊敗後被廢止，在之後的重建時期裡，南部的非裔美國人於公民權利和政治權利上都獲得增長。然而，隨著重建時期的結束，一些南部白人開始阻止黑人取得政治權力。在1890年之後，深南方的州分再次剝奪了許多非裔美國人的投票權，其中為首的政客是南卡羅來納州參議員Ben Tillman，他在1900年曾自豪的宣示道：「我們已經盡力了（避免黑人投票）...我們已經絞盡腦汁找出如何去除他們之中任何人的方法。我們把投票箱卡住，我們射殺他們，我們並不以此為恥。」
在失去了投票權和民意代表後，黑人開始遭到被稱為吉姆克劳法的種族隔離法管制，這套法是用以在所有公共場和分離並歧視黑人。黑人被分配至不同的學校（所有學生、教師、和管理人員皆為黑人），許多旅館和餐廳只對白人開放。電影院和火車車廂也有種族隔離的座位，公車則被劃分為前座和後座，同樣的住宅社區也被劃離，雖然商店仍然會對黑人和白人同時開放。黑人並不會被召集為陪審團成員，而民主黨的選舉初選（通常便等於正式選舉的結果）也不對黑人開放。

### 公民權利

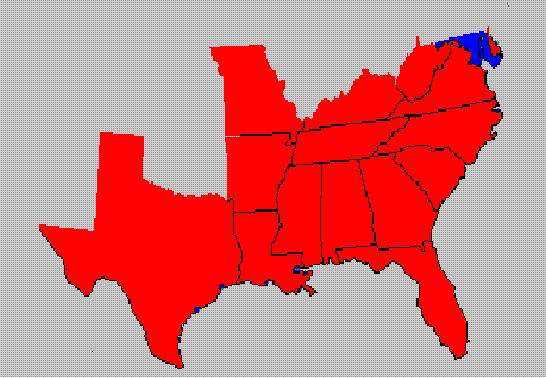
紅色代表的是直到1954年的布朗訴教育局一案前，在法律上仍實行種族隔離政策的州分。馬里蘭州在法律上的種族隔離已於1935年結束。

由於這種情況，20世紀裡南部的非裔美國人出現了兩次重大的歷史事件—人口大遷徙以及非裔美國人民權運動。
大遷徙開始於第一次世界大戰，並且在第二次世界大戰時達到高潮。在這波遷徙中，黑人離開了實行種族主義並且缺乏發展機會的南部，移到了北部的都市如芝加哥，並且在那裡投入工廠和其他產業的工作。不過，芝加哥很快就成為北部最具種族隔離色彩的都市，大遷徙在黑人社區中醞釀出一股獨立感，並且形成了獨特的黑人都市文化。
大遷徙也替後來的民權運動墊下基礎，雖然民權運動蔓延於全美，其針對的焦點是南部實行的種族隔離法案。大多數民權運動中的主要事件都發生於南部，包括了在蒙哥馬利市的公車抵制事件、在密西西比州的自由夏天（Freedom Summer）運動、馬丁·路德·金恩遭到暗殺等。除此之外，一些運動中最重要的著作都是在南部寫成，例如金恩的「來自伯明罕市監獄的信」。許多民權運動的重要地點都是在南部，位於亞特蘭大的馬丁·路德·金恩國家歷史紀念地包括了一座紀錄美國民權運動的紀念館，以及金恩在奧本大街上的幼時老家。
由於民權運動的推動，遍及南部的種族隔離法終於被廢止。在今天，雖然許多人仍認為種族關係在南部是相當值得注意的問題，其他人則認為該地區的種族衝突已經在邁向終止的階段了。另外近年來也出現了第二次的遷徙，許多非裔美國人從美國北部再度移回了南部。

## 象徵
美利堅聯盟國所使用的旗幟在美國是相當具爭議性的標誌，因為那是許多南方人用以象徵反抗的標誌。這個旗幟和其他許多代表老南方的標誌都可以在南部人的汽車、上衣、住家上找到，儘管對這種象徵的抵制運動也相當多。
鼓吹新聯盟國（Neo-Confederate）的組織例如南方聯盟（League of the South）也持續鼓吹南部再度從美國分離，主張以此保護並捍衛南部的傳統。而另一方面，也有一些抵制新聯盟國運動的組織如南方貧困法律中心（SPLC），與南方聯盟對抗，互相指控對方為仇恨團體。
其他代表了內戰前時期的南部文化的標誌包括了歷史上西佛羅里達共和國使用的藍旗、木蘭樹、和美州蒲葵樹，雖然帶有的爭議性都比較少。

### 當前的情況
在過去兩個世代裡，南部經歷了戲劇性的改變。在過去兩個世紀中南部都是以農業做為主要的經濟來源，但近幾十年以來南部的服務業、製造業、高科技產業、工業、以及金融業一直維持高速成長。例如佛羅里達州持續增長的旅遊產業，以及在墨西哥灣沿岸新建的各式汽車生產工廠，包括了梅塞德斯-奔驰在阿拉巴馬州塔斯卡卢萨的工廠、現代集團在阿拉巴馬州蒙哥馬利的工廠、BMW在南卡羅來納州的工廠，北卡羅來納州有世界最大的三角科技園區（Research Triangle Park），阿拉巴馬州有世界第四大的坎明斯科技園區（Cummings Research Park）。許多大型銀行的總部如美國銀行和Wachovia位於夏洛特市，Regions Financial、Amsouth、和Compass則位於伯明罕市，以及位於溫莎的BB&T。亞特蘭大也有許多大型企業和全國性電視頻道的總部，例如CNN、TBS、卡通頻道等等。這波經濟的擴張也使南部的許多州分有著美國最低的失業率。

## 南部的大城市
| 排名 | 城市         | 州/或轄區    | 2024年数据 |
| ---- | ------------ | ------------ | ---------- |
| 1    | 達拉斯       | 德克薩斯州   | 2,610,723  |
| 2    | 休士頓       | 德克薩斯州   | 2,319,119  |
| 3    | 聖安東尼奧   | 德克薩斯州   | 1,513,974  |
| 4    | 杰克逊维尔   | 佛羅里達州   | 997,164    |
| 5    | 沃斯堡       | 德克薩斯州   | 996,756    |
| 6    | 奧斯丁       | 德克薩斯州   | 984,567    |
| 7    | 夏洛特       | 北卡羅來納州 | 923,164    |
| 8    | 厄尔帕索     | 德克萨斯州   | 872,521    |
| 9    | 俄克拉荷马城 | 俄克拉荷马州 | 709,330    |
| 10   | 纳什维尔     | 田纳西州     | 687,150    |

## 延伸閱讀
- Cash, Wilbur J. The Mind of the South (1941),
- Richard N. Current, et. al. . New York: Alfred A. Knopf. 1987. ISBN 978-0-394-31549-2.
- Flynt, J. Wayne Dixie's Forgotten People: The South's Poor Whites (1979). deals with 20th century.
- David M. Katzman. . . Houghton Mifflin Company.
- James Grossman. . Illinois History Teacher. 1996, 3 (2). （原始内容存档于2006-09-03）.
- Grady McWhiney. In Cracker Culture: Celtic Ways in the Old South (1988)
- Mary Odem "Global Lives, Local Struggles: Latin American Immigrants in Atlanta'" Southern Spaces 2006
- John O. Allen and Clayton E. Jewett. . Greenwood Press. 2004. ISBN 978-0-313-32019-4.
- Rayford Logan. . New York: Da Capo Press. 1997. ISBN 978-0-306-80758-9.
- William B. Hesseltine. . Prentice-Hall. 1936.
- George Sanchez "Latinos, the American South, and the Future of U.S. Race Relations" Southern Spaces 2007
- Robert W. Twyman. and David C. Roller, ed. (编). . LSU Press. 1979. ISBN 0-8071-0575-9.
- Winders, Jamie. "Latino Migration and Nashville, Tennessee," Southern Spaces 2004.
- Charles Reagan Wilson and William Ferris, ed. (编). . University of North Carolina Press. 1989. ISBN 0-8078-1823-2.
- (PDF).   [2006-04-09]. （原始内容存档 (PDF)于2017-02-10）.
- .   [2006-04-09]. （原始内容存档于2020-07-14）.
- Edward L. Ayers. . Oxford University Press. 1993. ISBN 978-0-19-508548-8.
- Monroe Lee Billington. . Scribner. 1975. ISBN 0-684-13983-9.
- Earl Black and Merle Black. . Belknap press. 2002. ISBN 978-0-674-01248-6.
- W. J. Cash. . 1935. ISBN 0-679-73647-6.
- Pete Daniel. . University of North Carolina Press. 2000. ISBN 978-0-8078-4848-7.
- Michael Kreyling. . University Press of Mississippi. 1998. ISBN 978-1-57806-045-0.
- Heather A. Haveman.  (PDF). Poetics. 2004, 32: 5–28. （原始内容 (PDF)存档于2007-07-10）.
- Eugene D. Genovese. . 1976. ISBN 978-0-394-71652-7.
- Lawrence W. Levine. . Oxford University Press. 1978. ISBN 978-0-19-502374-9.
- Peter J. Parish. . Westview Press. 1989. ISBN 978-0-06-430182-4.
- Howard N. Rabinowitz. . Journal of American History. September 1976, 43: 325–50.
- Nicol C. Rae. . Oxford University Press. 1994. ISBN 978-0-19-508709-3.
- Jeffrey A. Raffel. . Greenwood Press. 1998. ISBN 978-0-313-29502-7.
- C. Vann Woodward. . Oxford University Press. 1955. ISBN 978-0-19-514690-5.
- Richard Wright. . Harper & Brothers. 1945. a novel.
- Gavin Wright. . LSU Press. 1996. ISBN 978-0-8071-2098-9.
- Michael Andrew Grissom. . Pelican. 1989. ISBN 978-0-88289-761-5.

## 外部連結
- DocSouth: 記錄美國南方 （页面存档备份，存于） - 各種線上檔案、圖像、和影音收集
- 迪克西的死，南方長存
- 南方藝術聯盟 （页面存档备份，存于）
- Southern Spaces （页面存档备份，存于） - 有觀美國南部的各種研究